# أغوستين سيلفا
أغوستين سيلفا (بالإسبانية: Agustín Silva) (28 يونيو 1989 في الأرجنتين - ) هو لاعب كرة قدم أرجنتيني في مركز حراسة المرمى. لعب مع أرسنال ساراندي وإستوديانتيس دي لا بلاتا.

## وصلات خارجية
- أغوستين سيلفا على موقع قاعدة بيانات كرة القدم.إي يو (الإنجليزية)
- أغوستين سيلفا على موقع Soccerway.com (الإنجليزية)
- أغوستين سيلفا على موقع AS.com (الإسبانية)